# Araneus huixtla
Araneus huixtla Levi, 1991 è un ragno appartenente alla famiglia Araneidae.

## Distribuzione
L'olotipo femminile è stato rinvenuto in una località del Messico meridionale: a 54 km a nord di Huixtla, nello Stato del Chiapas.

## Tassonomia
Non sono stati esaminati esemplari di questa specie dal 1991.
Attualmente, a dicembre 2013, non sono note sottospecie.